# Симфония № 8 (Дмитрий Шостакович)
„Симфония № 8“ в до минор (опус 65) е симфония на руския композитор Дмитрий Шостакович.
Написана е през лятото на 1943 година, по време на Втората световна война. Представена е за пръв път на 4 ноември 1943 година в Москва, в изпълнение на оркестъра на Държавния академичен симфоничен оркестър под диригентството на Евгений Мравински, на когото композицията е посветена. С мрачното си настроение тя силно контрастира с предходната Ленинградска симфония и е приета резервирано от режима, търсещ след обрата във военните действия по-оптимистични пропагандни мотиви. След края на войната симфонията е негласно забранена и не е изпълнявана в Съветския съюз до средата на 50-те години.